# Харьковские ассамблеи

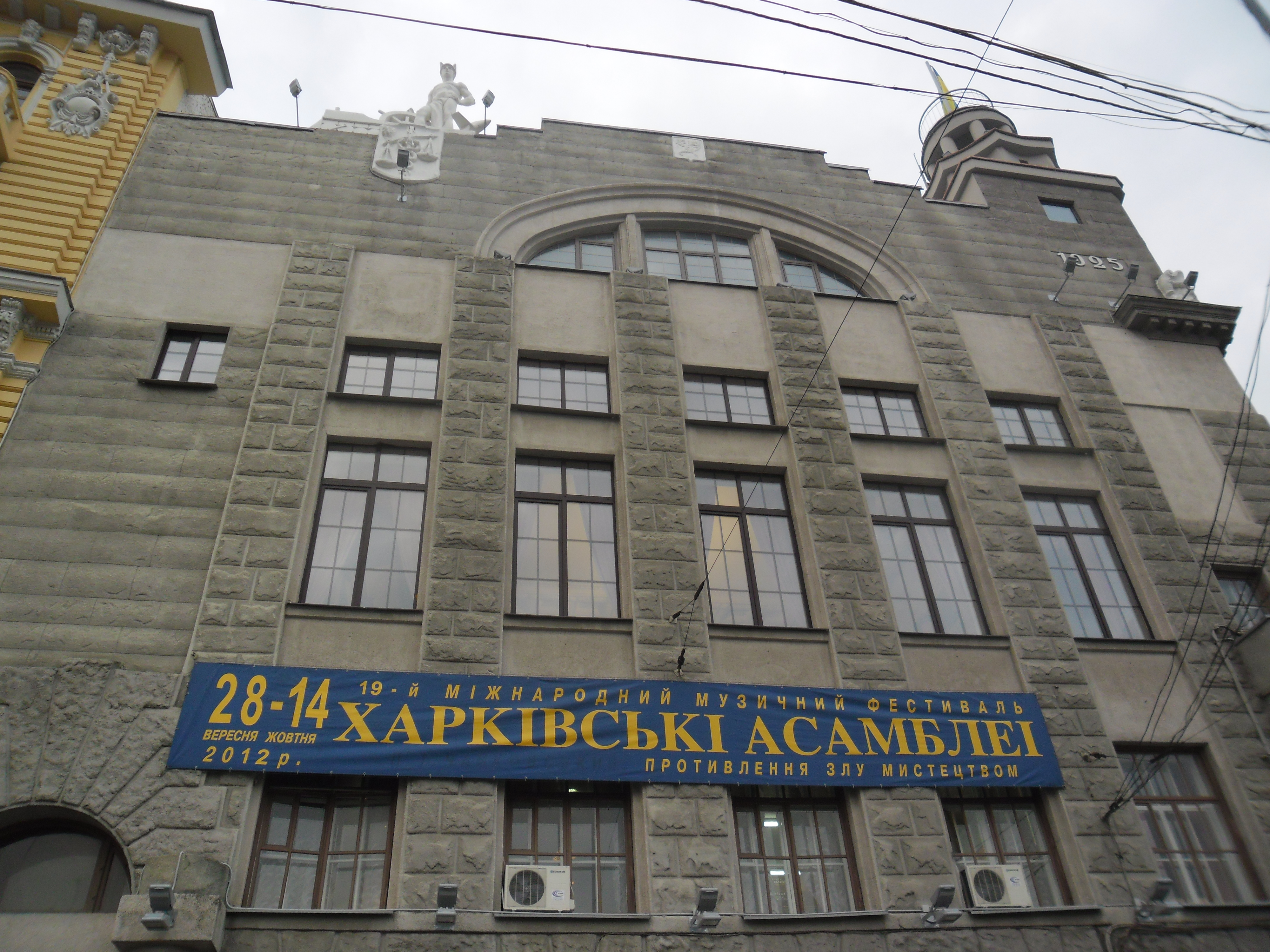

Международный музыкальный фестиваль «Харьковские ассамблеи»

## Из истории фестиваля
Основан в 1991 году в Харькове по инициативе пианистки, народной артистки Украины, профессора Татьяны Веркиной. Включает концертную программу, научную музыковедческую конференцию (в 1992—2002 — симпозиум) конкурсы музыкантов-исполнителей.
В 1992 года Фестиваль получил название «Харьковские ассамблеи».
С 2004 проводится под девизом «Противление злу искусством».
За период с 1991 по 2020 проведено 27 тематических фестивалей.

## Тематика фестивалей по годам
- 1991 Дни Моцарта в Харькове.
- 1992 Барокко и XX век.
- 1993 Шуберт и украинский романтизм.
- 1994 Мендельсон и традиции музыкального профессионализма.
- 1995 Шуман и артистическая молодёжь.
- 1997 Ференц Лист и традиции профессионального музыкального образования.
- 1999 Генри Перселл — синтез интелленкта и красоты.
- 2001 Бах, Бетховен, Брамс — символы человеческого достоинства и духа.
- 2002 Михаил Глинка и мировая культура.
- 2003 Гектор Берлиоз. Музыкальный Париж как центр европейской культуры XIX столетия.
- 2004 П. И. Чайковский. Противление злу искусством.
- 2005 Гёте в музыке мира.
- 2006 Илья Слатин. К 135-летию профессионального музыкального образования на Слобожанщине.

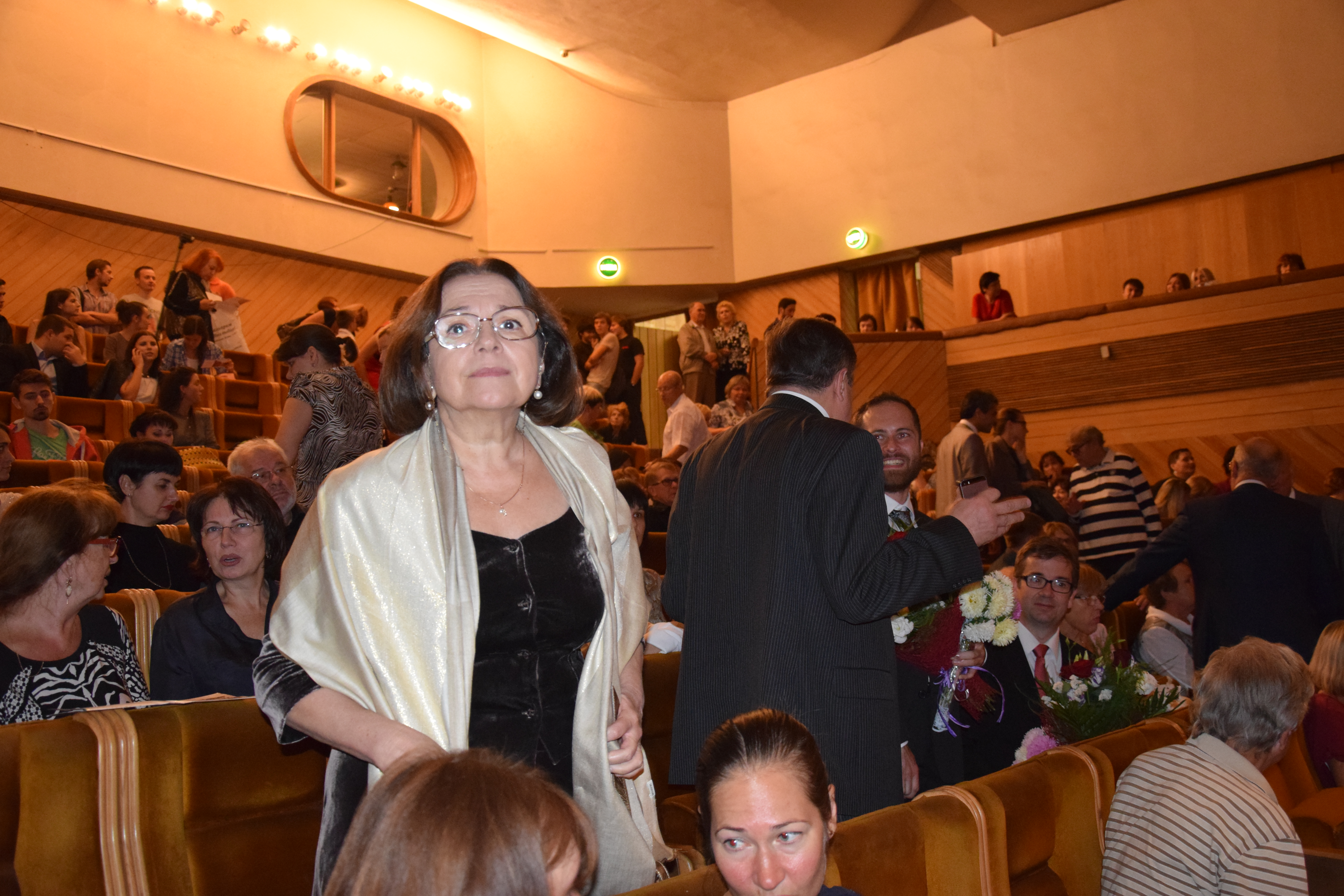
Т. Веркина на открытии фестиваля «Харьковские ассамблеи-2015»

- 2007 90 лет Харьковскому государственному университету искусств им. И. П. Котляревского.
- 2008 От Мендельсона к Лысенко: резонанс культур.
- 2009 Гайдн и Котляревский: искусство оптимизма.
- 2010 Братья Рубинштейн и консерваторское братство.
- 2011 Моцарт снова и навсегда.
- 2012 Играем вместе!
- 2013 Антонио Вивальди в ауре музыкальных юбилеев года.
- 2014 Л. ван Бетховен. «Человек есть мера всех вещей».
- 2015 Гендель — Бах — Скарлатти: барочные опоры человечности.
- 2016 Феликс Мендельсон: магия единения.
- 2017 100 лет ХНУИ имени И.П.Котляревского: традиции, инновации, будущее/
- 2018 Клара Шуман. Женщина в искусстве — Муза, мастерство, легенда.
- 2019 Котляревский-250: личность на перекрестке культур.
- 2020 Бетховен-250: "Обнимитесь, миллионы!"

## Печатные издания Фестиваля
- Харківські асамблеі. Міжнародний музичний фестиваль 1992 р. «Барокко та ХХ століття». Збірка матеріалів / Упорядник Г. І. Ганзбург. — Харків, 1992.
- Харківські асамблеї. Міжнародний музичний фестиваль 1993 р. «Шуберт та український романтизм». Збірка матеріалів / Упорядник Г. І. Ганзбург. — Харків, 1993. — 132 c.
- Харківські асамблеї. Міжнародний музичний фестиваль 1994 р. «Ф.Мендельсон-Бартольді та просвітництво». Збірка матеріалів / Упорядник Г. І. Ганзбург. — Харків, 1994. — 148 c.
- Шуберт и шубертианство. Сборник материалов научного музыковедческого симпозиума. / Сост. Г. И. Ганзбург. — Харьков, 1994. — 120 c.
- Ф. Мендельсон-Бартольди и традиции музыкального профессионализма: Сборник научных трудов / Сост. Г. И. Ганзбург. — Харьков, 1995. — 172 с.
- Харківські асамблеї-1995. Міжнародний музичний фестиваль «Роберт Шуман і мистецька молодь»: Збірка матеріалів / Упорядник Г. І. Ганзбург. — Харків, 1995. — 160 с.
- Роберт Шуман и перекрестье путей музыки и литературы: Сб. науч. трудов. / Сост. Г. И. Ганзбург. — Харьков: РА — Каравелла, 1997. — 272 c. ISBN 966-7012-26-3.
- Ференц Лист и проблемы синтеза искусств: Сб. научных трудов / Сост. Г. И. Ганзбург. Под общей ред. Т. Б. Веркиной. — Харьков: РА — Каравелла, 2002. — 336 с. ISBN 966-7012-17-4
- Моцарт снова и навсегда. 1992—2011: К 20-летию международного фестиваля классической музыки / Автор-сост. Ю. Николаевская. — Харьков, 2011. — 64 с.
- ХХ Международный музыкальный фестиваль «Харьковские ассамблеи — противление злу искусством»: Антонио Вивальди в ауре музыкальных юбилеев года / Авт.-сост. Ю. Николаевская. — Харьков: С. А.М., 2013. — 80 c.